# Andorre au Concours Eurovision de la chanson 2009
L'Andorre participe à son sixième et dernière Concours Eurovision de la chanson depuis ses débuts en 2004.

## Finale nationale
La RTVA a invité les artistes et les compositeurs à participer à la sélection nationale. La chaine diffuseur de la sélection a commencé à « accepter » les chansons à partir du 24 octobre. À l'origine, la date limite d'envoi de chanson fut fixée au le 31 décembre 2008. Mais après une « révision » de la règle de l'Union européenne de radio-télévision, la RTVA décida d'avancer la date limite d'envoi de chanson au 1er décembre 2008.
Un panel de jury sélectionna les trois chansons qui participeront à la finale du 4 février 2009.

### Finale
La finale nationale s'est déroulée le 4 février 2009 à l'Apolo Andorra Hall à Andorre-la-Vieille. La finale fut présentée par Meri Picart.
Lors de la finale, trois chansons se sont disputé la victoire pour espérer représenter l'Andorre au 2009.
Le vainqueur fut sélectionné grâce aux votes du public et grâce aux votes du jury. (50 % public et 50 % jury).
La chanteuse Susanna Georgi a remporté la finale de la sélection nationale avec 66 % des votes du public et 47 % des votes du jury.
| # | Artiste        | Chanson          | Langue           | Pourcentage | Pourcentage | Pourcentage | Place |
| # | Artiste        | Chanson          | Langue           | Jury        | SMS         | Total       | Place |
| - | -------------- | ---------------- | ---------------- | ----------- | ----------- | ----------- | ----- |
| 1 | Susanna Georgi | La teva decisió  | Catalan, anglais | 47 %        | 66 %        | 56,5 %      | 1er   |
| 2 | Mar Capdevila  | Passió obsessiva | Catalan          | 23 %        | 13 %        | 18 %        | 3e    |
| 3 | Lluís Cartes   | Exhaust          | Anglais          | 30 %        | 21 %        | 25,5 %      | 2e    |

## Lors duConcours Eurovision de la chanson 2009
Lors du Concours Eurovision de la chanson 2009, l'Andorre a participé à la première demi-finale qui s'est déroulée le 12 mai 2009. L'Andorre a chanté en septième position derrière l'Arménie et devant la Suisse.
L'Andorre n'a jamais réussi à se hisser en finale de l'Eurovision. Et nouvelle fois, elle ne réussira pas son objectif de se hisser en finale. Car l'Andorre finira à la 15e place avec 8 points devant la Bulgarie, la Belgique et la République tchèque.